# عبد الحليم محمد
عبد الحليم محمد (1910 - 2009) أول رئيس لاتحاد كرة القدم السوداني وهو أيضاً من مؤسسي الاتحاد الأفريقي لكرة القدم، وتولى منصب رئيس الكاف مرتين عامي (1968-1972) و (1987-1988)، ومنحه الاتحاد الأفريقي لكرة القدم رئاسته الفخرية مدى الحياة تقديراً له.
وشغل منصب رئيس اللجنة الطبية بالاتحاد الدولي لكرة القدم ورئيس للجنة الأولمبية الوطنية واحد مؤسسيها وترأس أول اتحاد للسلة وهو أبرز مؤسسيه.
توفي في أبريل عام 2009.

## نشأته وحياته
ولد بحي الهاشماب مدينة أم درمان في العاشر من أبريل العام 1910م واكمل عامه التاسع والتسعين في 10 أبريل 2009م.
درس الطب بمدرسة كتشنر الطبية (كلية الطب) حالياً جامعة الخرطوم عمل مديراً لمستشفى الخرطوم وأول رئيس لمجلس جامعة الخرطوم وعضو مجلس السيادة الأول عقب الاستقلال واسس الاتحاد الأفريقي لكرة القدم إلى جانب زميليه تسما الإثيوبي ومحمد احمد المصري.بعد وفاة تسما تولى رئاسة الاتحاد وساهم في تأسيس الاتحاد العربي.
قاد مقاطعة دورة مونتريال بسبب الفصل العنصري ودورة موسكو بسبب غزوها لافغانستان.

## المناصب
- وهو أول رئيس لاتحاد كرة القدم السوداني.
- أول رئيس للمجلس البلدي (المحلية حالياً).
- أول رئيس لاتحاد الفروسية السوداني.
- أول رئيس للجنة الأولمبية الوطنية واحد مؤسسيها.
- كما ترأس أول اتحاد للسلة وهو أبرز مؤسسيه.
- ويحمل عضوية اللجنة الأولمبية الدولية والاتحاد الدولي لكرة القدم.

## تكريم
ومنحه الاتحاد الأفريقي لكرة القدم رئاسته الفخرية مدى الحياة تقديراً له،
ويحمل العضوية الفخرية للجنة الأولمبية الدولية.

## وفاته
توفي في 10 أبريل 2009 عن عمر يناهز التاسع والتسعين.

## روابط خارجية
- عبد الحليم محمد على موقع أوليمبيديا (الإنجليزية)